# Zeytinyağlı bakla

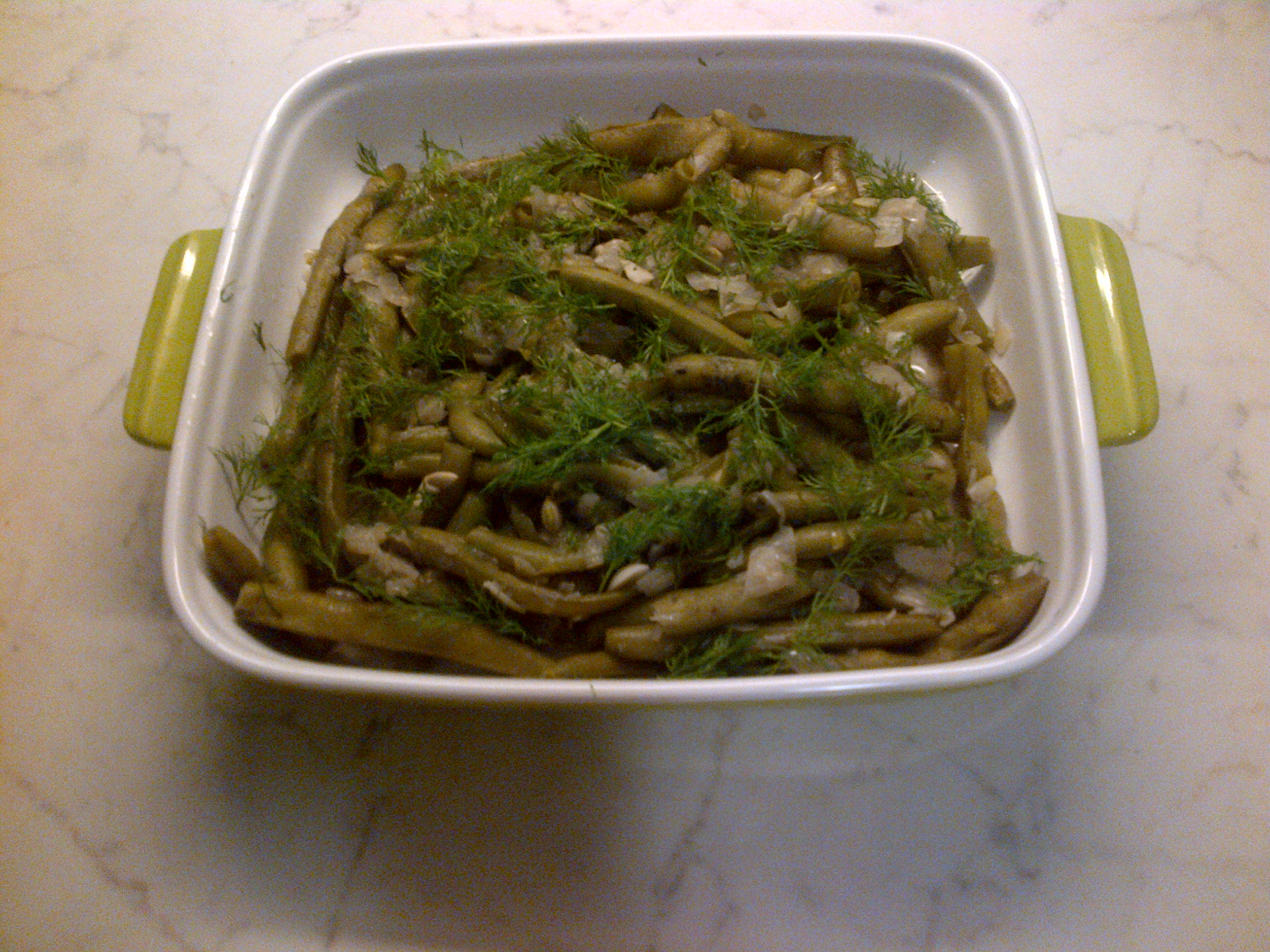
Zeytinyağlı taze bakla, acabat de cuinar, amb l'anet a sobre.

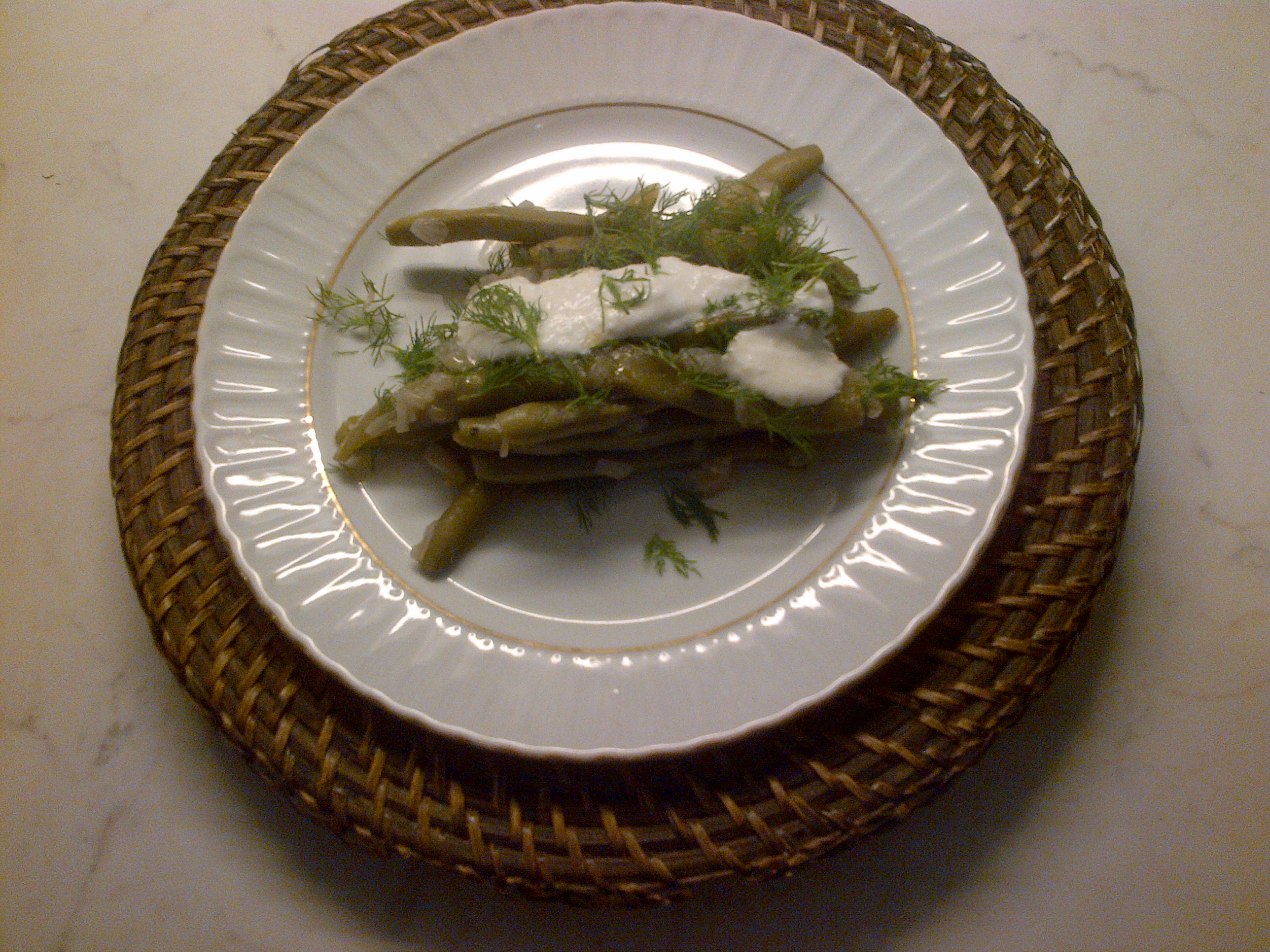
Zeytinyağlı bakla, llesta per menjar, amb la seva salsa de iogurt amb all a sobre.

Zeytinyağlı bakla o Zeytinyağlı taze bakla (fava amb oli d'oliva o fava fresca amb oli d'oliva, respectivament, en turc, p. 7) és un plat típic de la cuina turca. (p. 112) La seva composició és de tavelles de faves, cuites en aigua, i oli d'oliva. Altres ingredients del plat són cebes, farina, llimona, sal i una mica de sucre. Aquest plat gairebé sempre es decora amb fulles de l'anet fresc i, generalment es menja amb salsa de iogurt amb all.
És un plat que se serveix fred i es pot considerar un meze o entrant.